# Cyclophora irrufata
Cyclophora irrufata là một loài bướm đêm trong họ Geometridae.